# Bouafles
Bouafles is een gemeente in het Franse departement Eure (regio Normandië) en telt 618 inwoners (1999). De plaats maakt deel uit van het arrondissement Les Andelys.

## Geografie
De oppervlakte van Bouafles bedraagt 12,6 km², de bevolkingsdichtheid is 49,0 inwoners per km².
De onderstaande kaart toont de ligging van Bouafles met de belangrijkste infrastructuur en aangrenzende gemeenten.

## Demografie
Onderstaande figuur toont het verloop van het inwonertal (bron: INSEE-tellingen).

## Kerk

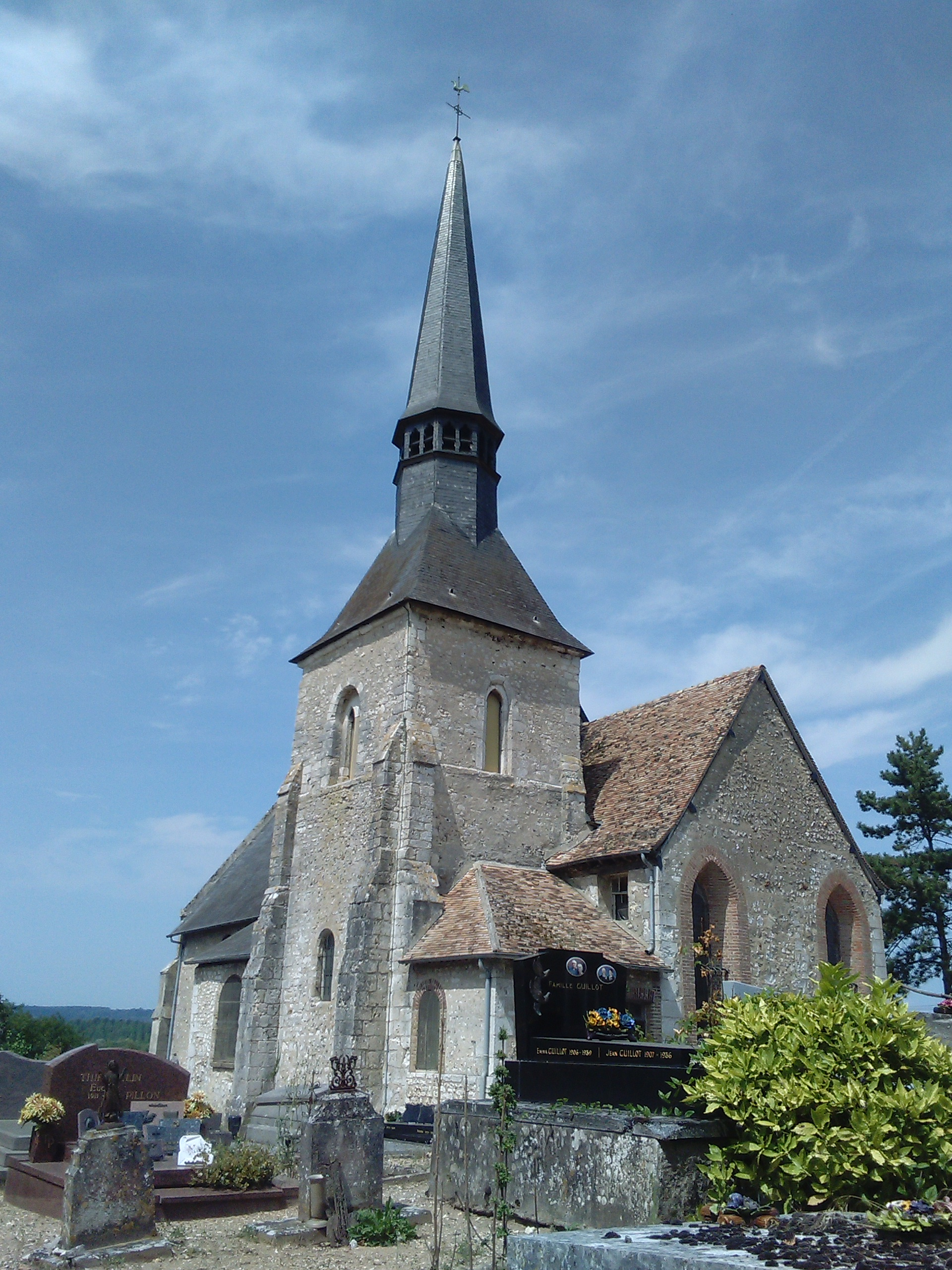
Kerk Saint-Pierre

De kerk van Saint-Pierre in Bouafles dateert uit de 11e eeuw. De klokkentoren werd in de 13e eeuw toegevoegd. In 1864 werd de kerk herbouwd. De kerk stond onder toezicht van de abdis van Saint-Léger in Les Préaux.